# Kachi-kachi Yama

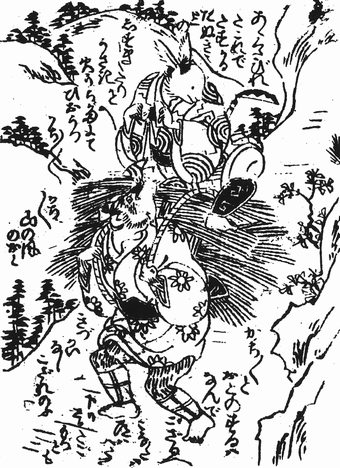
Kachi-kachi-Yama, le lièvre et le tanuki

Kachi-kachi yama (カチカチ山 ; « La Montagne qui craque » ou anciennement 勝々山 ; « La montagne de la victoire »), est un récit populaire du folklore japonais mettant en scène un lièvre et un tanuki (chien viverrin), dans lequel ce dernier joue le rôle d'un antagoniste perfide et violent.

## Récit
Il était une fois un vieil homme et sa femme qui avaient adopté un lièvre comme animal de compagnie… Un jour, un tanuki venant à passer par là mange la nourriture du lièvre. Le vieil homme, entrant dans une colère noire, se saisit de la bête, l'attache étroitement contre un arbre et part couper du bois dans la montagne.
Pendant ce temps, sa femme s’occupe de moudre des grains pour le repas du soir.
C’est alors que le tanuki, les yeux remplis de larmes, supplie cette dernière de défaire ses liens. Prise de pitié, la veille femme obtempère. Sitôt libéré, l'animal, peu reconnaissant, la menace de se venger sur-le-champ de ce que lui avait fait subir son mari. En entendant cela, le lièvre court dans la montagne prévenir son maître.
Durant l'absence du lièvre, le tanuki tue la malheureuse femme et fait un bouillon avec son corps.
Lorsque le vieil homme revient chez lui, fatigué et affamé, le tanuki, sous les traits de sa femme, lui propose un bouillon qu’il dit avoir confectionné avec la chair de sa capture et le sert. Une fois le repas terminé, la bête lui raconte comment elle s'est vengée. Le lièvre, déterminé à punir la mort de sa maîtresse, invite le tanuki à retourner dans la montagne en sa compagnie pour y chercher du bois. Son compagnon porterait le fagot pendant que lui-même ramasserait les branches mortes.
Chemin faisant, il met le feu au bois. Lorsque le tanuki perçoit les craquements  du fagot en train de brûler, il demande :

— Hé ! Quel est ce bruit ?

— Oh ! répond le lièvre, ce bruit est fréquent à cet endroit. C’est la raison pour laquelle on l’appelle la Montagne qui craque.
Au fur et à mesure que les flammes s’amplifient, le bruit devient de plus en plus important : Pop ! Pop ! Pop !

— Quel est ce bruit ?

— Cet endroit est appelé la Montagne qui fait pop, pop.
Les flammes finissent par atteindre le dos du tanuki. Hurlant de douleur, le dos calciné, l’animal saute dans la rivière toute proche. Voyant la possibilité de torturer son compagnon, le lièvre lui propose un remède qui, dit-il, est souverain contre les brûlures. Il confectionne donc un cataplasme de piment de Cayenne et l'applique bouillant sur le dos du tanuki, puis il le quitte.
Une fois guéri, le tanuki se rend chez le lièvre pour lui reprocher ses actes. Il le trouve construisant une embarcation qui lui servirait, dit-il, à rejoindre la capitale de la Lune et lui propose de l’accompagner dans son voyage.

— L’expérience de la montagne m’a suffi, dit le tanuki. Je construirai un bateau pour moi seul !

Joignant le geste à la parole, il entreprend de construire un bateau en glaise et les deux compères embarquent. Quand les vagues viennent heurter la proue des embarcations, celle du tanuki se délite complètement. Le lièvre, saisissant sa rame, frappe sauvagement l'esquif du tanuki jusqu’à le mettre en pièces et noyer son ennemi. Il part ensuite raconter l'aventure à son maître.
En entendant ce récit, le vieil homme comprend que sa femme est vengée et, plus que jamais, choie le lièvre.

## Variations
Ce récit folklorique connaît de très nombreuses variations selon les régions du Japon. Certains modifient des détails dans l'histoire, tels que la gravité de ce que le tanuki a fait à la femme et la façon dont ce dernier a obtenu le bateau de boue. Par ailleurs, selon les interprétations, le tanuki du récit pouvait être un chien viverrin ou un blaireau japonais, du fait que les deux animaux pouvaient partager le même nom selon le dialecte local.